# 來義鄉
22°31′34″N 120°37′54″E / 22.5261768°N 120.6315727°E
來義鄉（排灣語：Tjaljakavus）位於台灣屏東縣內東部中段，北臨泰武鄉，東鄰臺東縣達仁鄉、金峰鄉，西鄰萬巒鄉、新埤鄉，西南連枋寮鄉，南接春日鄉。鄉內人口約有7千3百多人，族群結構上以排灣族為主，約有6千9百人左右，是臺灣排灣族人口最多的三級行政區。

## 歷史
來義鄉屬排灣族原住民的活動範圍，境內是以屬其兩大分支之一Vuculj「布曹爾亞族」中的巴夫瓦夫瓦亞群(Pavuwavuwa)一群為主。日治時期先後屬阿猴廳及高雄州管轄。戰後初期在tjalja'avus「加拉阿夫斯」部落（舊來義部落，臺語漢名內社Rai）成立鄉公所，定名為「來義鄉」（內Rai→來義Rai'I），劃歸高雄縣管轄，1950年改隸屏東縣至今。

## 地理

### 地形
本鄉地處中央山脈以西，海拔平均在300公尺以上，境內山高谷深，地勢起伏甚大，氣候屬熱帶季風氣候，

### 水文
本鄉有來社溪、瓦魯斯溪、尖刀尾溪、力里溪及多條野溪貫穿，主要溪流為林邊溪，其發源自泰武鄉南大武山西南麓，上游瓦魯斯溪於來義大橋附近與自東流入之來社溪匯集而轉向西南流，後於丹林大橋附近出山谷往西南流。

### 人口
根據屏東縣潮州戶政事務所統計，2024年底來義鄉戶數約2.3千戶，人口約7.4千人，鄉內人口最多與最少的村分別是南和村與義林村，2024年底兩村人口分別為1,389人與680人。

## 政治

### 歷任首長
| 任次 | 姓名   | 備註                                               |
| ---- | ------ | -------------------------------------------------- |
| 1    | 連天生 |                                                    |
| 2    | 高得成 |                                                    |
| 3    | 連天生 |                                                    |
| 4    | 連天生 |                                                    |
| 5    | 高得成 |                                                    |
| 6    | 洪平順 |                                                    |
| 7    | 洪平順 |                                                    |
| 8    | 羅安道 |                                                    |
| 9    | 曾華德 |                                                    |
| 10   | 曾華德 |                                                    |
| 11   | 陳金榜 |                                                    |
| 12   | 連正勝 |                                                    |
| 13   | 連正勝 |                                                    |
| 14   | 廖秋山 |                                                    |
| 15   | 竇望義 |                                                    |
| 16   | 廖志強 |                                                    |
| 17   | 竇望義 |                                                    |
| 18   | 竇望義 | 因賄選，2019年10月30日高雄高分院判決當選無效確定。 |
| 18   | 莊景星 | 補選                                               |
| 19   | 莊景星 | 現任                                               |

### 鄉政組織
來義鄉公所是來義鄉最高層級的地方行政機關，在中華民國政府架構中為鄉自治的行政機關，同時負責執行縣政府及中央機關委辦事項。來義鄉的自治監督機關為屏東縣政府。鄉長由全體鄉民直接選舉產生，任期為四年，可連選連任一次。來義鄉公所並置鄉政會議，為鄉政最高決策機構，在鄉長之下，設有5課2室等7個內部單位及3個附屬機關。
來義鄉民代表會是來義鄉的最高民意機關，代表來義鄉全體鄉民立法和監察鄉政。鄉民代表由公民直選選出，任期為四年，可連選連任。來義鄉民代表會共有7位鄉民代表，分別為第一選區4席鄉民代表、第二選區3席鄉民代表，主席、副主席由7位鄉民代表互選產生。
來義鄉為屏東縣議會第十二選區，在屏東縣議會53席縣議員中，來義鄉共選出1席縣議員。

### 行政區劃
以下列出的「村」屬於行政區劃，因此村內可能有數個核定部落。括號內皆為排灣語原文名稱。
- 古樓村：鄉行政中心。

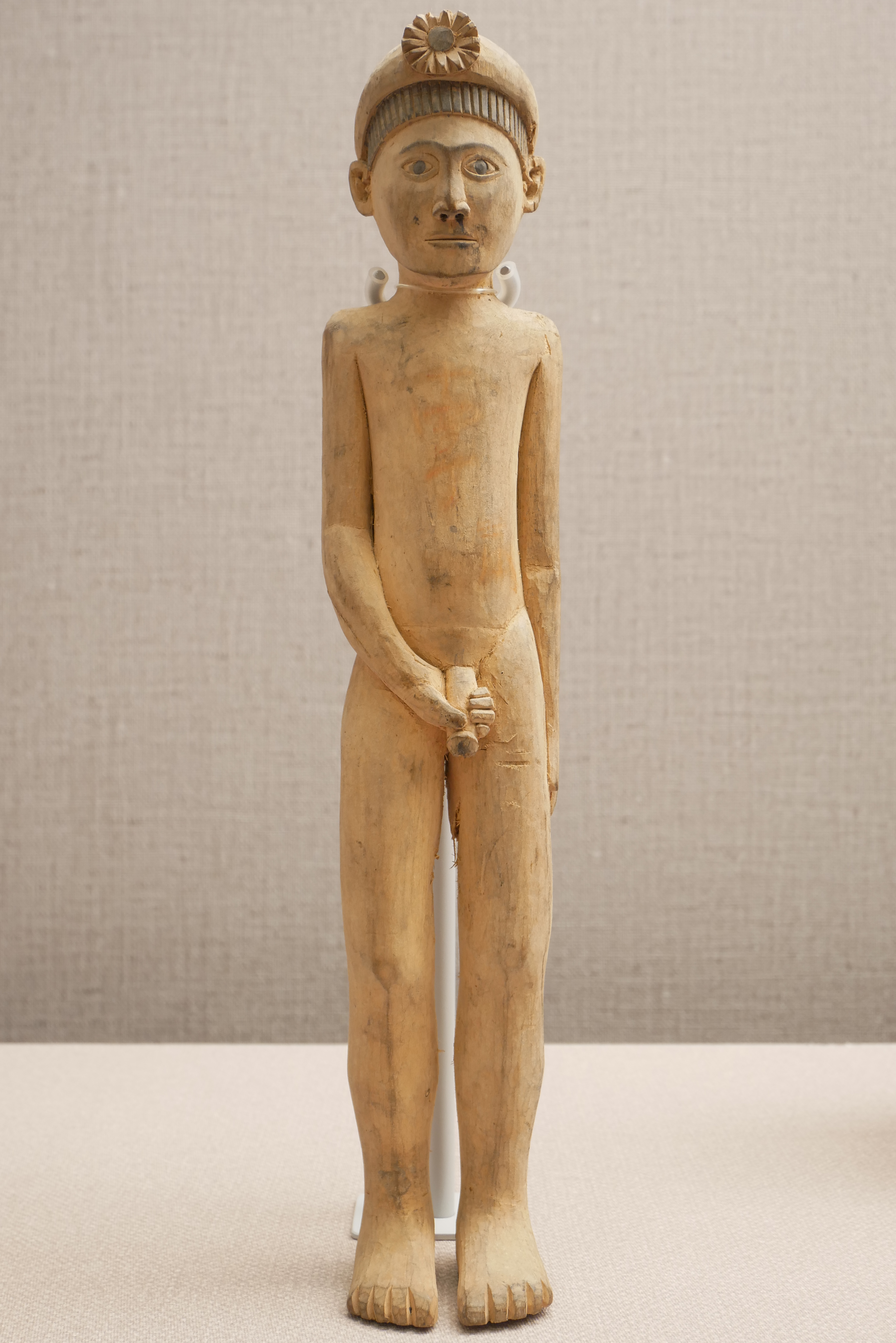
雕刻人像

  - 古樓部落（Kuljaljau，古拉拉烏）：1954年遷至現址。
- 丹林村：
  - 丹林部落（Calasiv）：1954年遷至現址。
  - 喜樂發發吾部落 (Siljevavaw)
- 義林村：
  - 大後部落（Tjuwaqau）：1953年遷至現址。
  - 義林部落（Tjanaqasiya，加那阿西亞）：1956年由部分來義部落建立。
- 來義村：
  - 來義部落（Tjaljakavus，加拉阿夫斯）：1956年遷至現址。
- 文樂村：
  - 文樂部落（Pucunug）
- 望嘉村：
  - 望嘉部落（Vungalid，楓那里德）
- 南和村：
  - 南和部落（Takami，高見）：1959年～1961年由部分白鷺部落（Pailjus）與古樓部落建立。

| 來義鄉行政區劃                                       |
| 望嘉村 文樂村 南和村 丹林村 古 樓 村 義 林 村 來義村 |

## 公共服務

### 警政治安
- 屏東縣政府警察局潮州分局
  - 來義分駐所
  - 南和派出所

### 消防
- 屏東縣政府消防局第二大隊
  - 來義分隊

## 教育

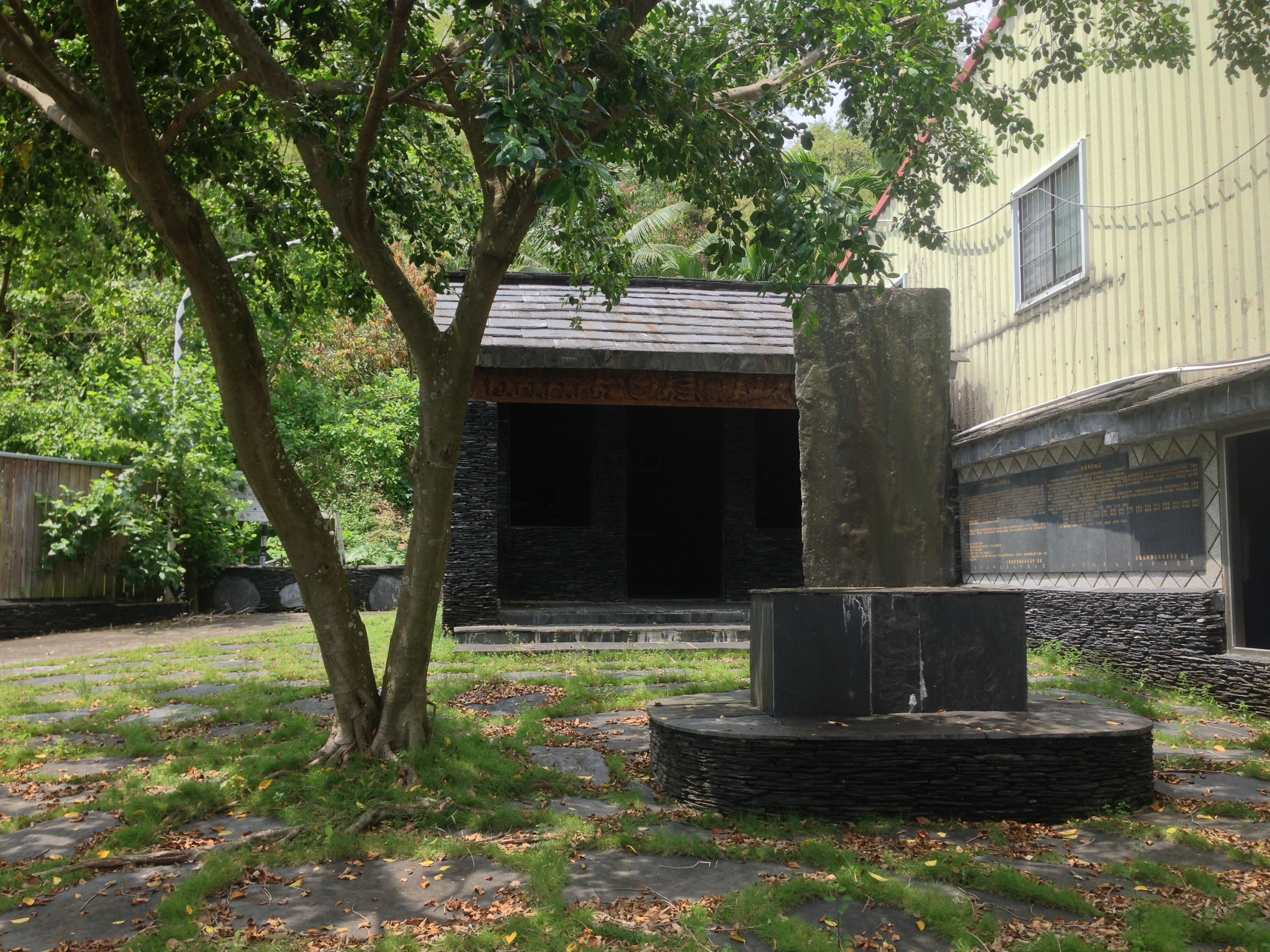
古樓社區祖靈屋

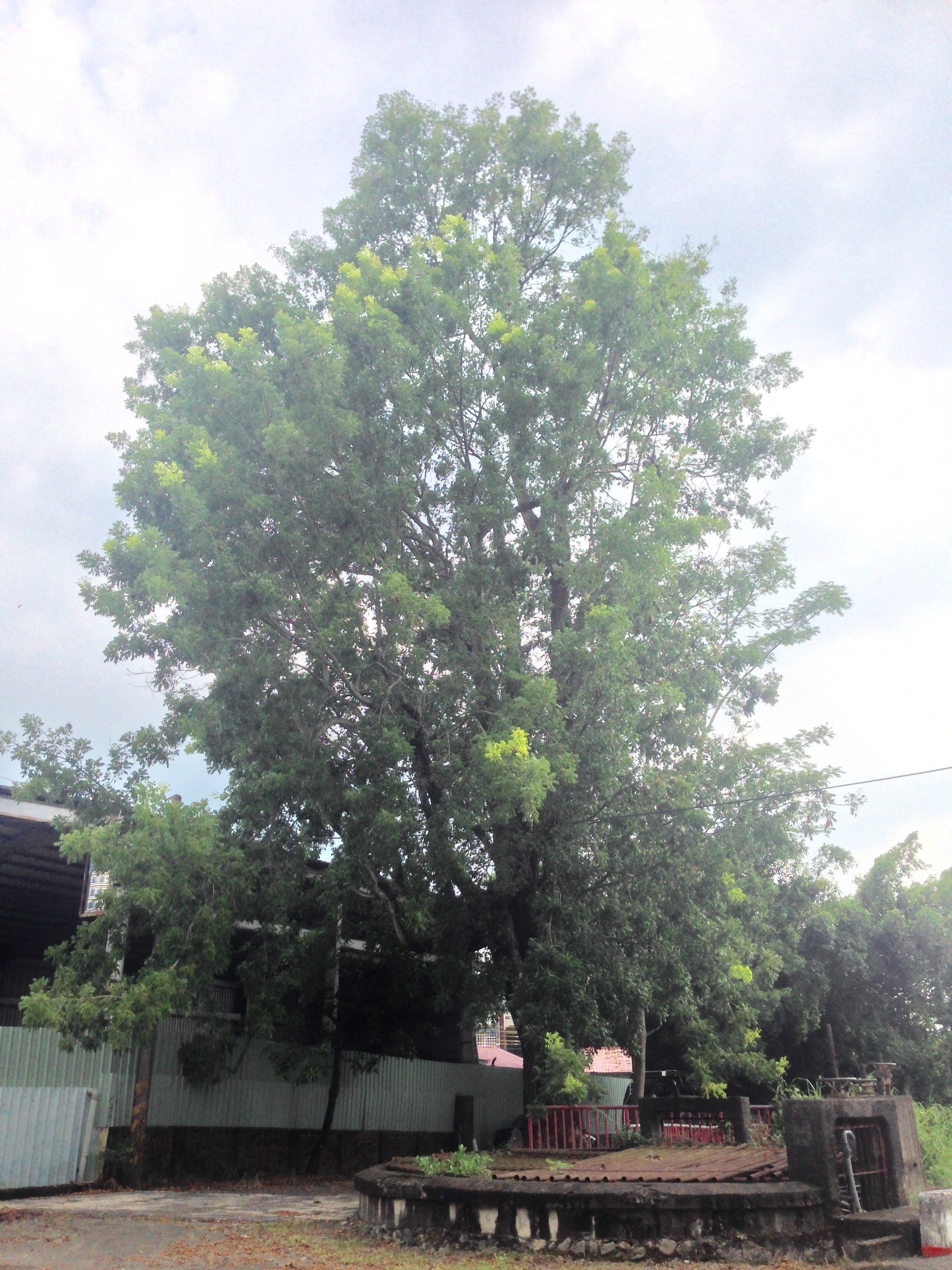
台糖萬隆機庫旁二峰圳分水工與鳥居信平所植小葉桃花心木

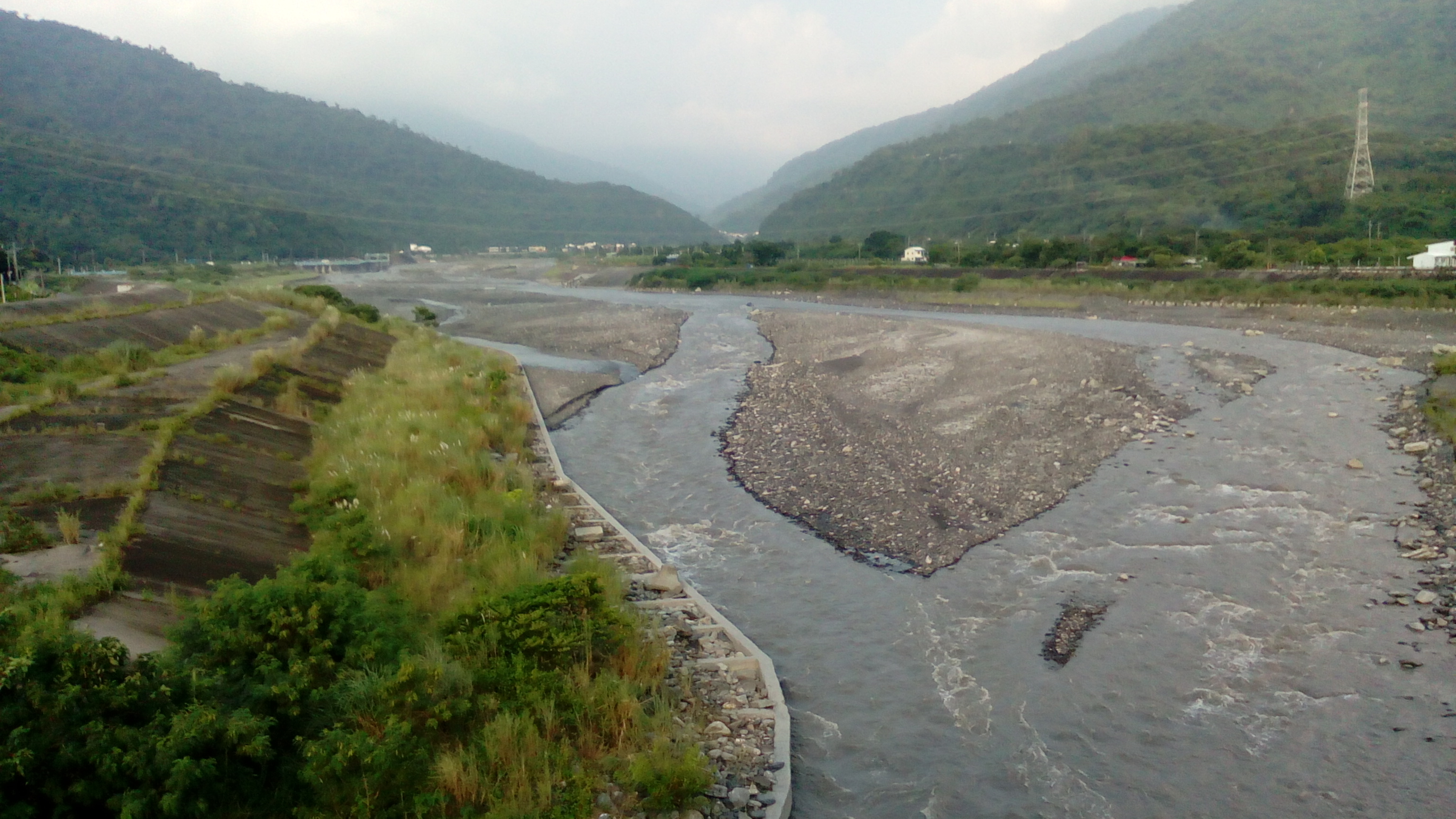
林邊溪上游

### 高級中等學校
- 屏東縣立來義高級中學

### 國民中學
- 屏東縣立來義高級中學附設國民中學

### 國民小學
- 屏東縣立古樓國民小學
- 屏東縣立來義國民小學
- 屏東縣立文樂國民小學
- 屏東縣立望嘉國民小學
- 屏東縣立南和國民小學
- 屏東縣立來義國民小學丹林分班（2013年廢校）
- 屏東縣立來義國民小學大後分班（2003年廢校）
- 屏東縣立來義國民小學內社分校（2011年廢校）

## 交通

### 公路
鄉道
- 屏106線
- 屏110線
- 屏113線
- 屏115線
- 屏118線

### 客運
- 屏東客運
  - 8209：潮州－萬巒－來義（古樓）

## 旅遊
| - 丹林吊橋 - 丹林渡假村 - 喜樂發發森林公園 - 崑崙岰古道 - 屏東縣來義鄉公所 - 原住民文物館 - 二峰圳 - クナナウ社（古樓）戰歿勇士之墓 - 望嘉舊部落（祭屋、首棚與頭骨塚） - 舊來義部落 (傳統石板屋、日軍駐在所) - 古樓部落五年祭 - 南和部落五年祭 | - 月桃編織（河蘭英，義林部落） - 木雕（塗南峰，丹林部落） - 織布（許春美，古樓部落） - 來社山 - 千金湖山 - 棚集山 - 久保山 - 南久保山 - 茶仁山 - 石可見山 - 大後瀑布 - 鴛鴦瀑布 - 丹林瀑布群 |

## 特產
| - 小米 - 芒果 - 芋頭 - 花生 | - 甘藷 - 樹豆 - 油桐 - 相思樹 |

## 外部連結
- 來義鄉公所[]